# Карадазький килим

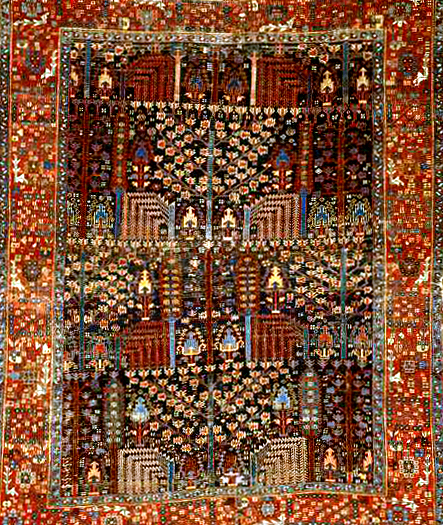

Карадазький килим (перс. قالی قره‌داغ) — тип килимів ручної роботи, близький до тебризького килима, що їх виготовляють в регіоні Арасбаран (Карадаг), Іран. Основним центром виробництва килимів є село Караджа, що лежить на південь від кордону з Азербайджаном і на північний схід від Тебризу.
Зовні карадазькі килими схожі на карабаські, але їх вважають більш «перськими» за своїм зовнішнім виглядом; також є схожість з килимами, які тчуть на Північному Кавказі. Найбільш традиційним малюнком такого килима є три фігури: у центрі — з замкоподібним контуром, вище і нижче від неї — восьмиконечні зірки. Карадазькі килими тчуть завжди тільки з вовни, методом симетричної в'язки вузлів.

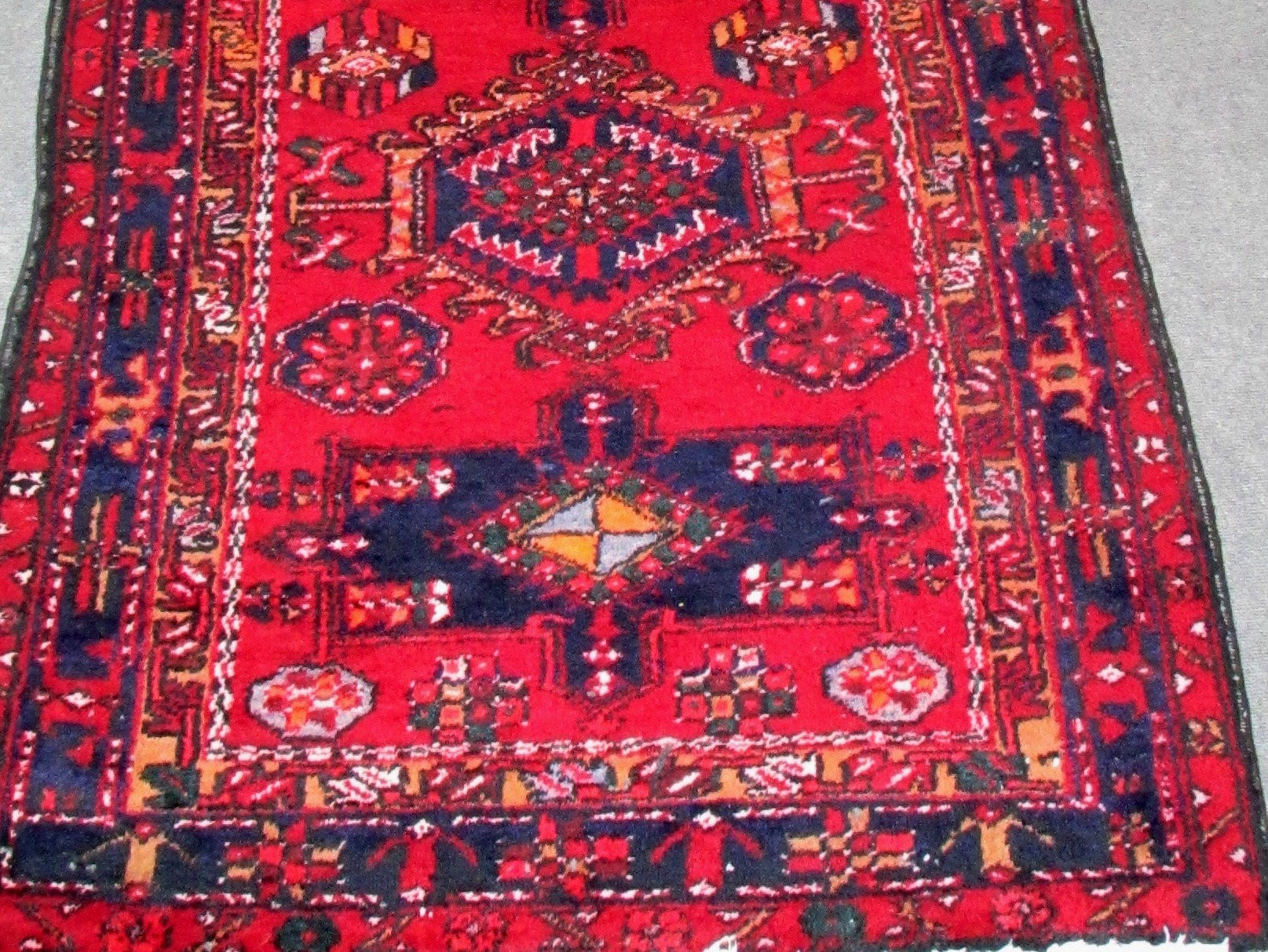
Баланський варіант карадазького килима.

Виготовлення подібних килимів також було поширене в селі Балан, де орнамент килимів мав свої особливості і зразки яких є особливо знаменитими. Однак за останні тридцять років попит на подібні килими серйозно впав, ціни на них знизилися. Крім того, виробництво килимів фактично припинилося через несумісність їх розмірів з розмірами кімнат у нових оселях. У результаті молоді жінки в сучасному Балані практично не практикують це ремесло.